# Grzegorz Ryś
Grzegorz Wojciech Ryś (Cracovia, 9 febbraio 1964) è un cardinale e arcivescovo cattolico polacco, dal 14 settembre 2017 arcivescovo metropolita di Łódź.

## Biografia
È nato a Cracovia il 9 febbraio 1964.

### Formazione e ministero sacerdotale
Dopo essere entrato nel seminario di Cracovia nel 1982, è stato ordinato sacerdote il 22 maggio 1988 dal cardinale Franciszek Macharski.
Successivamente ha conseguito il dottorato in storia presso la pontificia accademia teologica di Cracovia. Nel 1994 è stato nominato docente di storia della Chiesa, conseguendo nel 2000 l'abilitazione.
Dal 2004 al 2007 è stato direttore dell'archivio del capitolo del Wawel di Cracovia, per poi ricoprire l'incarico di rettore del seminario maggiore dell'arcidiocesi di Cracovia.
Nel 2010 è stato nominato presidente della conferenza dei rettori dei seminari maggiori in Polonia.
Durante il processo di beatificazione di papa Giovanni Paolo II ha fatto parte della commissione storica del tribunale rogatorio.

### Ministero episcopale e cardinalato
Il 16 luglio 2011 papa Benedetto XVI lo ha nominato vescovo titolare di Arcavica e vescovo ausiliare di Cracovia.
Il 28 settembre 2011, nella cattedrale del Wawel, ha ricevuto la consacrazione episcopale dalle mani del cardinale Stanisław Dziwisz, co-consacranti l'arcivescovo emerito di Cracovia Franciszek Macharski e il cardinale Stanisław Ryłko.
Il 14 settembre 2017 papa Francesco lo ha nominato arcivescovo metropolita di Łódź. Ha preso possesso dell'arcidiocesi, nella cattedrale di Santo Stanislao Kostka, il 4 novembre seguente. Il 29 giugno 2018 ha ricevuto dal papa il pallio a Roma.
Nel 2018 ha convocato il quarto sinodo diocesano dell'arcidiocesi di Łódź sulla questione dell'introduzione del diaconato permanente per combattere la carenza di sacerdoti, introducendolo l'anno dopo; ha anche creato il seminario missionario diocesano internazionale per la nuova evangelizzazione del Redemptoris Mater per i seminaristi che fanno parte del cammino neocatecumenale.
Nell'ottobre del 2018 ha partecipato alla XV Assemblea generale ordinaria del Sinodo dei vescovi, in qualità di presidente del consiglio della Conferenza episcopale per la nuova evangelizzazione .
Dal 25 giugno al 17 ottobre 2020 è stato amministratore apostolico sede plena della diocesi di Kalisz e, dal 17 ottobre 2020 all'11 febbraio 2021, giorno della presa di possesso del vescovo Damian Bryl, amministratore apostolico sede vacante.
Il 21 novembre 2020 è stato nominato membro della Congregazione per i vescovi.
Il 9 luglio 2023, al termine dell'Angelus, papa Francesco ha annunciato la sua creazione a cardinale; nel concistoro del 30 settembre seguente lo ha creato cardinale presbitero dei Santi Cirillo e Metodio. Il 22 novembre ha preso possesso del titolo cardinalizio.
Il 7 e 8 maggio 2025 ha partecipato come cardinale elettore al conclave che ha portato all'elezione di papa Leone XIV.

## Genealogia episcopale e successione apostolica
La genealogia episcopale è:
- Cardinale Scipione Rebiba
- Cardinale Giulio Antonio Santorio
- Cardinale Girolamo Bernerio, O.P.
- Arcivescovo Galeazzo Sanvitale
- Cardinale Ludovico Ludovisi
- Cardinale Luigi Caetani
- Cardinale Ulderico Carpegna
- Cardinale Paluzzo Paluzzi Altieri degli Albertoni
- Papa Benedetto XIII
- Papa Benedetto XIV
- Papa Clemente XIII
- Cardinale Enrico Benedetto Stuart
- Papa Leone XII
- Cardinale Chiarissimo Falconieri Mellini
- Cardinale Camillo Di Pietro
- Cardinale Mieczysław Halka Ledóchowski
- Cardinale Jan Maurycy Paweł Puzyna de Kosielsko
- Arcivescovo Józef Bilczewski
- Arcivescovo Bolesław Twardowski
- Arcivescovo Eugeniusz Baziak
- Papa Giovanni Paolo II
- Cardinale Stanisław Dziwisz
- Cardinale Grzegorz Ryś

La successione apostolica è:
- Vescovo Piotr Tomasz Kleszcz, O.F.M.Conv. (2024)
- Vescovo Zbigniew Daniel Wołkowicz (2024)

## Opere
- Grzegorz Ryś, Inquisizione, Mladá fronta, 2004, ISBN 80-204-1089-9.
- Grzegorz Ryś, La Via della Luce: per la nostra salvezza, Aspe, 2005, ISBN 978-83-748-2743-0.
- Grzegorz Ryś, Fratello Alberto. Ispirazioni, Wam, 2012, ISBN 978-83-7482-460-6.
- Grzegorz Ryś, La parola è stata fatta, Sulla strada, 2012, ISBN 978-83-7033-850-3.
- Grzegorz Ryś, Ritiro. Preghiera, digiuno, elemosina, Znak, 2013, ISBN 978-8324021642.
- Grzegorz Ryś, Krystyna Strączek, Chiesa primavera, Znak, 2013, ISBN 978-83-240-2102-4.
- Grzegorz Ryś, Krystyna Strączek, Francesco. Vita - luoghi - parole, Znak, 2013, ISBN 978-83-7422-561-8.
- Grzegorz Ryś, Krystyna Strączek, Mandato. Fate questo in memoria di me, Espe, 2013, ISBN 978-83-7482-592-4.
- Grzegorz Ryś, Krystyna Strączek, Ecce homo, Znak, 2013, ISBN 978-83-7482-600-6.
- Grzegorz Ryś, La fede a sinistra, a destra e dalla parte di Dio, Wam, 2014, ISBN 978-83-7767-877-0.
- Grzegorz Ryś, Ha senso la fede?, Wam, 2014, ISBN 978-83-7595-908-6.
- Grzegorz Ryś, Figli del regno, Wam, 2014, ISBN 978-83-64453-11-3.
- Grzegorz Ryś, Via Crucis. 2007-2012, Wam, 2015, ISBN 978-83-7482-579-5.
- Grzegorz Ryś, Il primo è il primo, Word studio, 2015, ISBN 978-83-941063-0-0.
- Grzegorz Ryś, Lo scandalo della misericordia, Wam, 2015, ISBN 978-83-277-1072-7.
- Grzegorz Ryś, Cara luce, Wam, 2016, ISBN 978-83-7482-743-0.
- Grzegorz Ryś, Il potere della parola, Wam, 2016, ISBN 978-83-277-1135-9.
- Grzegorz Ryś, Il potere della fede, Wam, 2017, ISBN 978-83-277-1529-6.
- Grzegorz Ryś, Ancella incoronata, Wam, 2018, ISBN 978-83-65600-34-9.
- Grzegorz Ryś, Il potere della speranza, Wam, 2019, ISBN 978-83-277-1757-3.
- Grzegorz Ryś, Conoscere o non conoscere Gesù, Wam, 2019, ISBN 978-83-8043-538-4.
- Grzegorz Ryś, Celibato, Wam, 2019, ISBN 978-83-277-1623-1.
- Grzegorz Ryś, A proposito di cose importanti, Cartello, 2020, ISBN 978-83-240-6049-8.
- Grzegorz Ryś, Rosario contemplativo, Paulinky, 2020, ISBN 978-80-7450-393-1.
- Grzegorz Ryś, Quinto Vangelo. Lascia che la Parola ti guidi, Rafael, 2020, ISBN 978-83-66250-97-0.
- Grzegorz Ryś, Fatto di nuovo, Wam, 2020, ISBN 978-83-277-1771-9.
- Grzegorz Ryś, C'è posto per tutti nella Chiesa, Wam, 2020, ISBN 978-83-277-1761-0.
- Grzegorz Ryś, Tempo di salvezza. Liturgia nella vita di tutti i giorni, Wam, 2020, ISBN 978-83-8043-532-2.
- Grzegorz Ryś, Puro Vangelo. Un viaggio spirituale con San Francesco, Wam, 2021, ISBN 978-83-277-1960-7.
- Grzegorz Ryś, A proposito di vicinanza. Come vivere insieme in un mondo diviso, Cartello, 2021, ISBN 978-83-240-6184-6.
- Grzegorz Ryś, Visto che c'è l'amore. A proposito di famiglia, felicità e altro, Wam, 2021, ISBN 978-83-277-1912-6.